# 埃爾納古勒姆-安加馬利大總主教列表

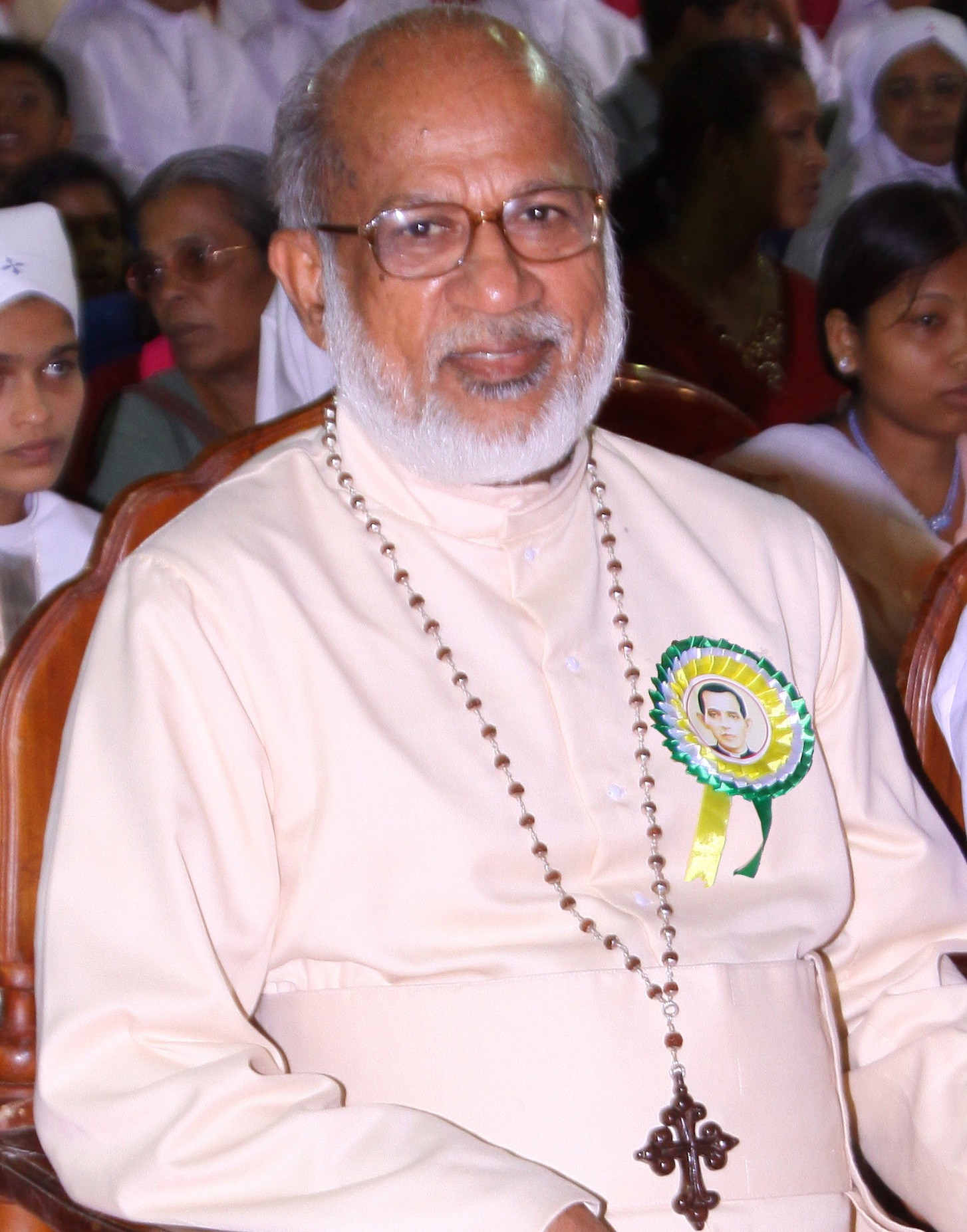
現任大總主教為喬治·阿蘭凱利樞機

埃爾納古勒姆-安加馬利大總主教（英語：Major Archbishops of Ernakulam-Angamaly），是領袖是敘利亞-瑪拉巴禮天主教會的提高領導人。大總主教，相等於宗主教的位置。大總主教是由總主教和主教選擇產生的。當新任大總主教在當選時需由教宗任命。大總主教的總部與大總主教教座設於印度喀拉拉邦。大總主教管理的教座教區是埃爾納古勒姆暨安加馬利大總教區。
總教區成立於1896年，1923年，建立敘利亞-瑪拉巴禮天主教會聖統。1992年12月16日升為大總教區。
以下敘述的為埃爾納古勒姆-安加馬利大總主教的列表：

## 總主教
- Mar Aloysius Pazheparambil (1896年 – 1919年)
- Mar Augustine Kandathil (1919年 – 1956年)
- Mar Joseph Parecattil (1956年 – 1984年) 
  - Mar Sebastian Mankuzhikary 宗座署理 (1984年 – 1985年)

## 大總主教
- Mar Antony Padiyara (1985年 - 1996年)
  - Mar Abraham Kattumana 宗座代表 (1992年 - 1995年)
- Mar Varkey Vithayathil 宗座署理 (1996年 – 1999年)：(1999年 - 2011年)
- 喬治·阿蘭凱利樞機 (2011年–現任)

## 外部連結
- Archdiocese of Ernakulam-Angamaly （页面存档备份，存于）